# Vladoje Dukat
Vladoje Dukat (Zagreb, 10. prosinca 1861. – Zagreb, 12. studenoga 1944.) je bio hrvatski književni povjesničar, filolog i anglist.
Područje njegovog znanstvenog zanimanja je bila starija hrvatska književnost na kajkavskom narječju i povijest hrvatske leksikografije. Osim toga, značajan je njegov pionirski rad na području anglistike u Hrvata. Napisao je prvi pregled eng. književnosti na hrvatskom jeziku.
Bio je članom HAZU, ondašnje JAZU od 1938.
Studirao je klasičnu filologiju u Beču i Zagrebu. Radio je kao referent u zemaljskoj vladi u Zagrebu, predavao je u Klasičnoj gimnaziji u Zagrebu 1883. i 1884. godine, bio je i ravnatelj Klasične gimnazije od 1908. do 1919. godine te zemaljski nadzornik za srednje škole.
Surađivao je na leksikonu Minerva, prvog suvremenog hrvatskog leksikona koji je izašao 1936. u nakladi kuće Minerva.

## Djela
(izbor)